# Boccori
Bòccori (anche Wahkara Bakenrenef, Boccori; gr. Βόκχορις, lat. Bocchŏris) (fl. VIII secolo a.C.) è stato un sovrano egizio faraone della XXIV dinastia egizia.
| Nome Horo | Sesto Africano | Eusebio di Cesarea |
|           | Bocchoris      | Bocchoris          |

## Biografia
Figlio di Tefnakht, Bakenrenef regnò solamente per cinque, al massimo sei anni (la data più alta conosciuta è il 6º anno di regno, proveniente da una stele del Serapeo di Saqqara); l'affermazione di Eusebio di Cesarea che gli attribuisce un regno di 44 anni è da ritenersi priva di ogni fondamento.

Diodoro Siculo e Plutarco ci hanno tramandato la tradizione che vuole questo sovrano accorto ed innovatore soprattutto nella legislazione riguardante i contratti relativi alla piccola proprietà fondiaria.

In politica estera si trovò stretto tra due fuochi: a sud, verso la Nubia, i sovrani della XXV dinastia che inseguivano l'intento di riunificare nuovamente l'Egitto; ad est gli Assiri, guidati da Sargon II.

Approfittando di una fase di tranquillità nella guerra interna (Piankhi, dopo aver sconfitto la coalizione guidata da Tefnakht, padre di Bakenrenef, si era ritirato a Napata) il sovrano cercò di affrontare il problema assiro convincendo alcuni principi palestinesi a ribellarsi ed a formare una coalizione in funzione antiassira ma il tentativo ebbe vita breve e le truppe ribelli, rinforzate forse da un contingente egiziano, furono sconfitte a Qarqar.

A questo punto Bakenrenef dovette anche affrontare, con scarsa fortuna, l'esercito di Shabaka, figlio di Piankhi, che, muovendo da Tebe, marciò verso il nord.

Sesto Africano descrive in poche parole la conclusione dello scontro: ...Sabachon (Shabaka) dopo aver catturato Bocchoris, lo bruciò vivo....
Due situle in faience recanti il nome di questo sovrano sono state rinvenute a Tarquinia ed a Mozia, mentre uno scarabeo, sempre riconducibile a Bakenrenef, è stato rinvenuto nella tomba 325 di Pithecusa.

## Titolatura
| G5 |

| G5 |

|       |
| \| \| |
|       |
|       |

|  |

|       |
| \| \| |
|       |
|       |

|  |

| G16 |

| G16 |

|  |

| G8 |

| G8 |

|  |

| M23 · X1 | L2 · X1 |

| M23 · X1 | L2 · X1 |

| N5 | V29 | D28 |

| N5 | V29 | D28 |

| N5 | V29 | D28 |

| N5 | V29 | D28 |

| N5 | V29 | D28 |

| N5 | V29 | D28 |

| N5 | V29 | D28 |

| N5 | V29 | D28 |

| G39 | N5 |

| G39 | N5 |

| G29 | V31 · n | r&n&f |

| G29 | V31 · n | r&n&f |

| G29 | V31 · n | r&n&f |

| G29 | V31 · n | r&n&f |

| G29 | V31 · n | r&n&f |

| G29 | V31 · n | r&n&f |

| G29 | V31 · n | r&n&f |

| G29 | V31 · n | r&n&f |